# Earl Weaver
Earl Sidney Weaver (ur. 14 sierpnia 1930, zm. 19 stycznia 2013) – amerykański baseballista i menadżer, członek Galerii Sław Baseballu od 1996 roku.

## Życiorys
Po ukończeniu Beaumont High School w St. Louis, w wieku 17 lat podpisał kontrakt z St. Louis Cardinals, jednak występował jedynie w klubach farmerskich tego zespołu na pozycji drugobazowego. W 1957 dołączył do sztabu szkoleniowego Orioles, gdzie był menadżerem klubów z niższych lig. 11 lat później został trenerem pierwszej bazy zespołu z Baltimore.
W połowie sezonu 1968 zastąpił na stanowisku menadżera Baltimore Orioles Hanka Bauera. Rok później Orioles zanotowali bilans 109–53, co do dziś jest najlepszym wynikiem w historii klubu, jednak w World Series ulegli New York Mets 1–4. W 1970 ponownie doprowadził zespół do finałów, gdzie Orioles pokonali Cincinnati Reds 4–1. W sezonie 1971 zespół wystąpił w World Series trzeci raz z rzędu, w których przegrał z Pittsburgh Pirates 3–4. W 1979 Weaver awansował z Orioles do World Series po raz czwarty, gdzie uległ Pittsburgh Pirates w siedmiu meczach. W 1986 zespół zwyciężył w 73, przegrał w 89 meczach i był to jedyny sezon, w którym Orioles prowadzeni przez Weavera osiągnęli ujemny bilans zwycięstw i porażek.
Będąc menadżerem Baltimore Orioles przez 17 sezonów, był wyrzucany z boiska przez sędziów 94 razy co jest rekordem w American League. Prowadząc zespół w 2541 meczach, zwyciężył w 1480 i przegrał w 1060 meczach (jedno ze spotkań w sezonie 1982 zostało przerwane przy stanie 2–2 z powodu obfitych opadów deszczu). W 1996 został wybrany do Galerii Sław Baseballu. Zmarł 19 stycznia 2013 na zawał serca podczas rejsu po Morzu Karaibskim na statku Celebrity Silhouette.

## Nagrody i wyróżnienia
| Nagroda/wyróżnienie           | Lata    | Źródło |
| Zwycięzca w World Series      | 1970    | [ 4 ]  |
| Baseball Hall of Fame         | od 1996 | [ 10 ] |
| # 4 zastrzeżony przez Orioles | 1982    | [ 12 ] |